# Spýros Peressiádis
Spyrídon Peressiádis (grec moderne : Σπυρίδων Περεσιάδης), plus souvent appelé Spýros Peressiádis (Σπύρος Περεσιάδης), est un auteur de théâtre grec. Sa principale pièce Golfo, jouée pour la première fois en 1877, s'inspire de l'histoire de Roméo et Juliette.